# Потёмкин, Александр Михайлович
Александр Михайлович Потёмкин (30 января 1787 — 19 июля 1872) — участник Отечественной войны 1812, полковник, предводитель дворянства Петербургской губернии, действительный тайный советник; владелец Святых Гор и Гостилиц.

## Биография
Сын генерал-поручика Михаила Сергеевича Потёмкина (1744—1791) от брака его с Татьяной Васильевной Энгельгардт (1767—1841), племянницей князя Таврического. Мать его, овдовев, 1793 году вышла замуж за знаменитого богача князя Николая Борисовича Юсупова, но вскоре разошлась с ним. Воспитывался вместе с сестрой Екатериной и братом Борисом, матерью в её богатом доме на Английской наб., 54 в Петербурге.
Первоначальное образование получил в частном пансионе аббата Николя. 13 апреля 1801 года был зачислен в лейб-гвардии Преображенский полк. Службу начал в октябре 1807 года. Принимал участие в войне 1812 года, затем в походах русской армии против наполеоновских войск в 1813—1815 годах и осаде Парижа.
В феврале 1815 года в Петербурге женился на княжне Татьяне Борисовне Голицыной (1797—1869). В январе 1816 года вышел в отставку по болезни в чине полковника. Проживал в Петербурге сначала в нанятом, а потом купленном в 1820 году доме на Миллионной ул., 22.
Последующие семь лет по состоянию здоровья жены жил с ней за границей. Возвратившись в Россию, в феврале 1827 года поступил на гражданскую службу. С 1829 года состоял попечителем Санкт-Петербургского сиротского дома. В 1842 году был избран петербургским губернским предводителем дворянства и избирался на эту должность четыре трехлетия по 1854 год. С декабря 1843 года действительный статский советник, с 1853 года — действительный тайный советник. Состоял почётным опекуном Санкт-Петербургского опекунского совета, управляющим Родовспомогательным заведением, управляющим Ссудною кассою, управляющим Училищем глухонемых, действительным членом Императорского человеколюбивого общества.

Вместе с женой, деятельной благотворительницей, Потёмкин вёл весьма широкий образ жизни как в столицы, так и в своём имение в Гостилицах, где выстроил новый дом в стиле английской готики. У них собиралось все высшее петербургское общество; нередко бывал император и вся царская семья. 
 По характеристике современников, Потёмкин олицетворял собой тип старого вельможи-дворянина, носившего преображенский мундир павловского времени. Он был добрейший человек, рыцарски честный, доступный для последнего из простейших людей и неумолимо гордый со всеми, так называемыми, тузами. Но в то же время:

Страшный педант и человек привычки, у него весь день был расписан не только по часам, но и даже по минутам. Говорили, что у него были часы в неделе, когда он никому не отказывал, если у него просили денег, и будто бы один из его племянников, узнав об этом, выпросил у него чуть не 100 тысяч для покрытия долгов. Он был очень хороший человек и можно было даже его назвать правдивым, но между тем все хорошее, доброе он делал из принципа, а жена его — от потребности её души и любви к ближнему.
По словам племянницы, Потёмкин был человек очень «чистый и добрый, с ним было о чём поговорить, он был приветлив и остроумен». Но беда была в том, что «сначала жена, а затем свояченица С. Б. Полторацкая умудрились совершенно изменить этого человека, при их жизни его замечательные качества куда-то исчезали». Только после смерти обоих и под конец своей жизни Потёмкин стал совершенно независим и чувствовал себя хозяином в своём собственном доме, гостеприимном и хлебосольном.
Совсем растерявшись после смерти деятельной супруги, 80-летний Потёмкин пытался удариться в спекуляции, чем заставил натерпеться страха своих родственников. Это был совсем сгорбившийся старик, голова которого свисала, чуть ли не до самых колен, иногда он с большим трудом передвигал ноги. Скончался в своём имении Гостилицах в июле 1872 года и был похоронен рядом с женой в  Сергиевской пустыни. Потомства не оставил.